# Charles Plumier
Charles Plumier (Marsiglia, 20 aprile 1646 – Cadice, 20 novembre 1704) è stato un botanico francese appartenente all'ordine dei frati minimi.

## Biografia
Charles Plumier nacque a Marsiglia da Jean Plumier e Madeleine Roussel, artigiani. Dopo i primi studi entrò nell'ordine dei Minimi all'età di sedici anni nel 1663 e vi fece la sua professione. Si dedicò allo studio della matematica e della fisica, oltre ad essere un eccellente pittore.
Proseguì i suoi studi a Tolosa, presso il padre Magnan, dove apprese la geometria e la molatura delle lenti per l'ottica. Plumier venne mandato a Roma, nel monastero della Trinità dei Monti. Vi studiò la botanica sotto la direzione di due membri della congregazione, in particolare con padre Paolo Silvio Boccone. Al suo ritorno in Francia, si recò presso il convento di Bormes, dove studiò le essenze dell'isola di Hyères, del Midi e del Delfinato. Fece la conoscenza di Pierre Joseph Garidel, che gli fece conoscere Tournefort, accompagnandolo durante le sue escursioni botaniche. Da solo esplorò le coste della Provenza e della Linguadoca.

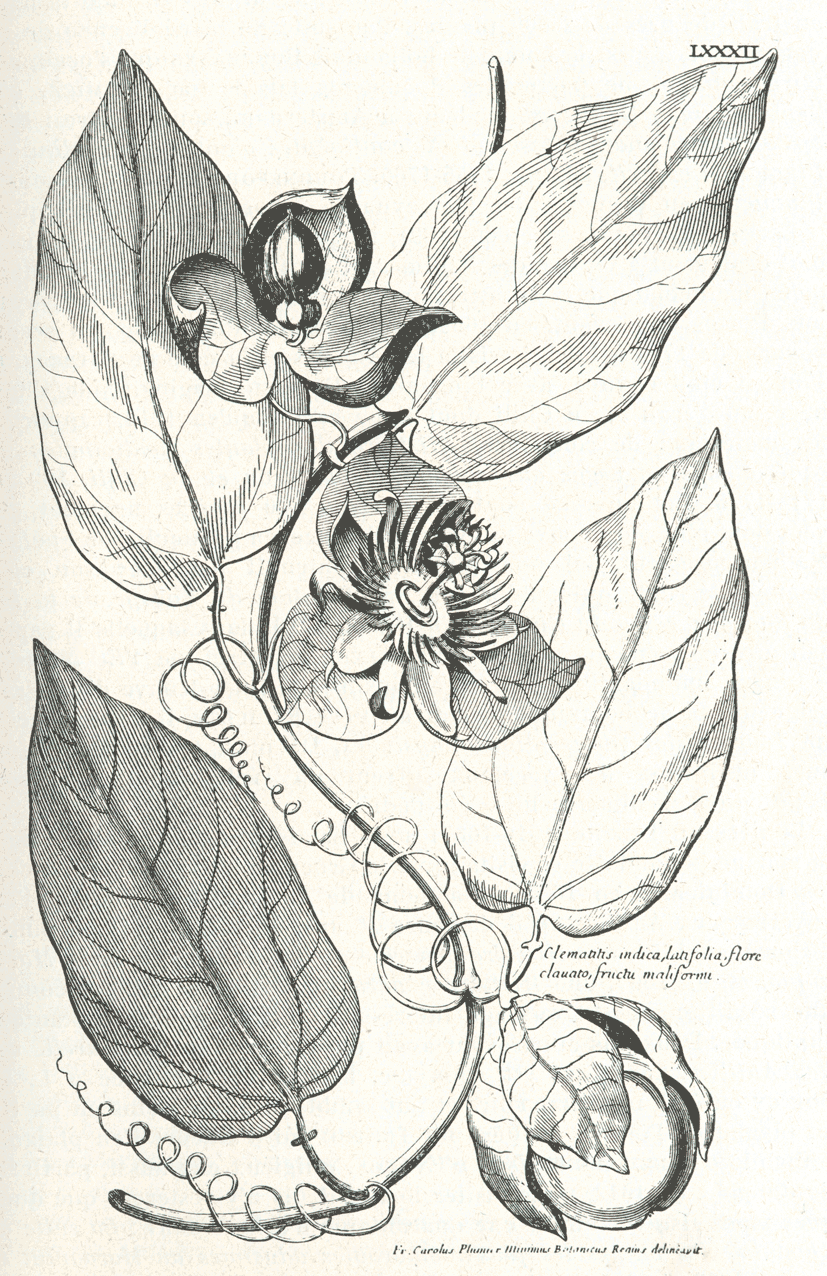
Clematitis indica latifolia nella Description des plantes de l'Amérique (1693).

## Viaggi

### Primo viaggio
Luigi XIV aveva incaricato Michel Bégon di trovare un naturalista per un viaggio di esplorazione in America. Bégon era buon conoscitore della regione, essendo stato intendente nelle colonie francesi d'America dal 1682 al 1685. Bégon, allora intendente delle galere a Marsiglia, propose Joseph-Donat de Surian (farmacista, chimico, erborista e medico di Marsiglia). Non avendo tuttavia questi sufficienti conoscenze in botanica, fu affiancato da Charles Plumier, che era anche abile disegnatore. Partirono nel 1689. Plumier approfittò largamente di questo viaggio, producendo una massa enorme di disegni e un erbario ragguardevole.

### Secondo viaggio
Il re, molto soddisfatto del lavoro realizzato, nominò Plumier botanico di corte o lo rinviò nel 1693 nelle Antille. Al ritorno da questo viaggio, il frate pubblicò il suo primo libro Description des plantes d'Amérique.

### Terzo viaggio
Nel 1695 compì un terzo viaggio nella Guadalupa, Martinica, Santo Domingo e Brasile. Al ritorno, nel 1703, pubblicò Nova plantarum americanarum genera, dove descrisse 106 nuovi generi, tra questi la Vanilla.

### Quarto viaggio
Il quarto viaggio gli fu fatale. Fagon, medico del re, voleva effettuare un viaggio di esplorazione in Perù per studiare le Cinchona, il frate si recò a Santa Maria presso Cadice, per raggiungere il viceré del Perù. Indebolito dai precedenti viaggi, morì in quella località il 16 novembre del 1704. Venne seppellito in un convento di Minori presso Cadice. Nel 1706, venne pubblicata la sua ultima opera Traité des fougères.

## Il botanico

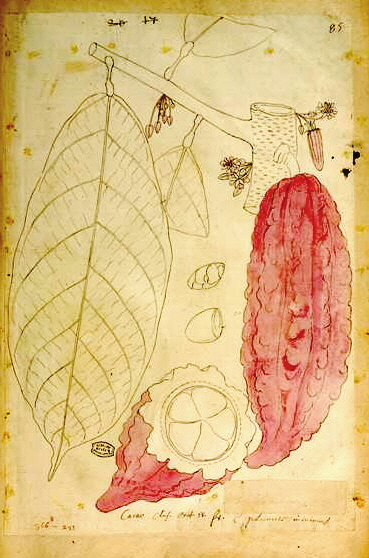
Disegno di Plumier della pianta del cacao in Botanicum americanum

Plumier fu uno specialista della flora della Antille e le sue scoperte furono considerevoli. Fu il primo a dare nome di personalità alle nuove essenze scoperte: La begonia per Bégon, la fuchsia per Leonhart Fuchs, la lobelia per Mathias de Lobel, la magnolia per Pierre Magnol, la cameraria per Joachim Camerarius il Giovane, ecc.
Diede una bella descrizione della cocinilia del Messico: «...la cocinilia si attacca a diverse piante, gli indios la coltivano sulla pianta di nome oppontiu». Ma fu Garidel con Emeric, medico, che metterà in evidenza in modo sperimentale e con rigore scientifico la vera natura dell'insetto, in quanto fino ad allora si riteneva che il colore rosso che si estraeva provenisse dai vegetali.
La sua opera, oltre a numerosi manoscritti, conta più di 6000 disegni, di cui 4000 di vegetali (mentre il resto rappresenta la fauna delle Americhe).
Le illustrazioni dei pesci della Martinica furono utilizzate da Bernard Germain de Lacépède e da Marcus Élieser Bloch (1723-1799).
I suoi lavori gli valsero l'ammirazione di contemporanei del livello di Georges Cuvier, Tournefort e Linné gli dedicarono il genere Plumeria della famiglia delle Apocynaceae.

## Bibliografia

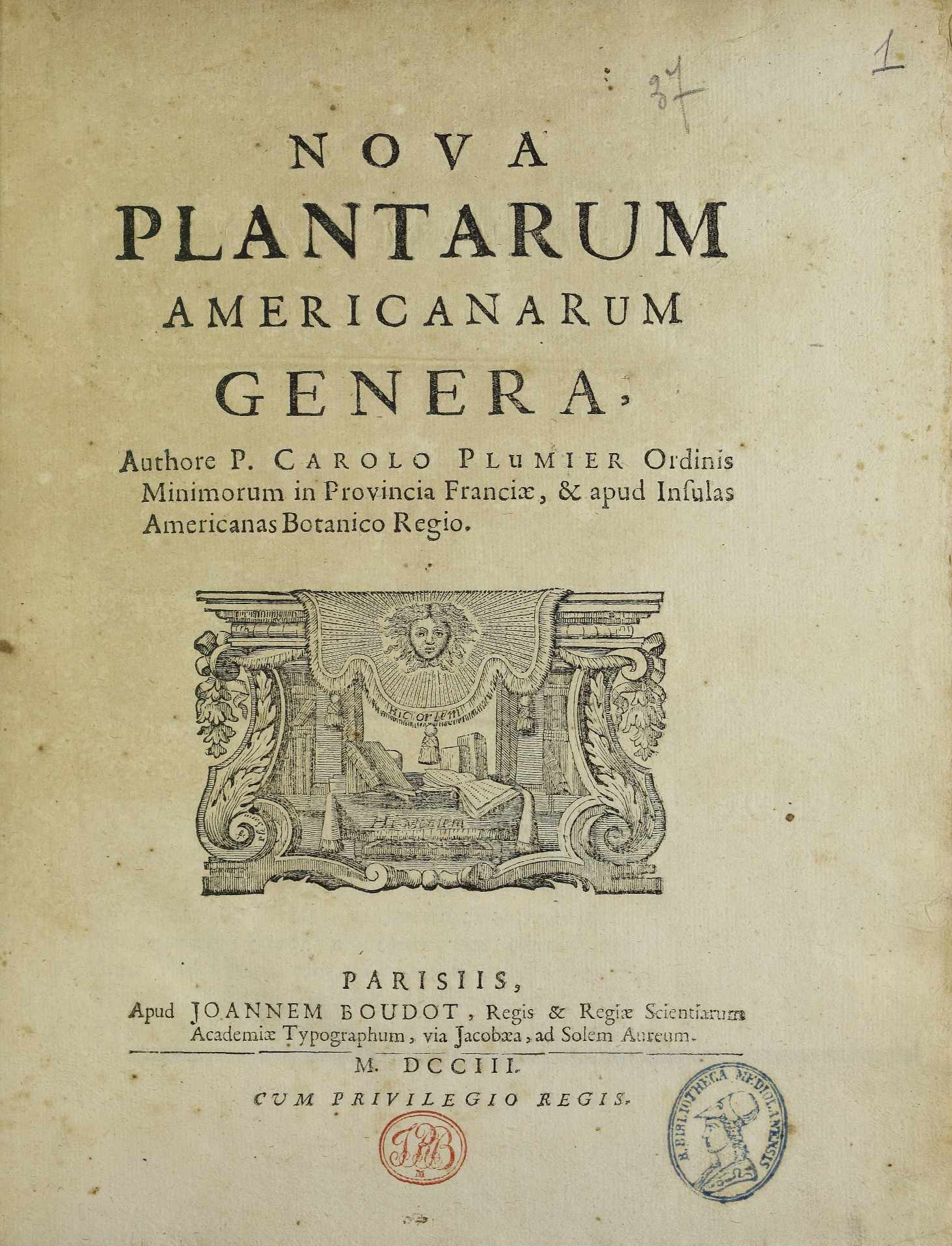
Nova plantarum americanarum genera, 1703